# Ахадова, Саида Акрамовна
Саида Акрамовна Ахадова (1923, Ходжент, Туркестанская АССР — Душанбе) — советский хозяйственный, государственный и политический деятель.

## Биография
Родилась в 1923 году в Худжанде. Член КПСС с 1948 года.
С 1943 года — на хозяйственной, общественной и политической работе. В 1943—1978 гг. — ученица-перегонщица, ровничница, сменный мастер цеха, начальник цеха Сталинабадского текстильного комбината.
Избиралась депутатом Верховного Совета СССР 4-го и 5-го созывов.
Делегат XX съезда КПСС.
Умерла в Душанбе после 1982 года.